# Корте е Коста (Верчели)
Корте е Коста је насеље у Италији у округу Верчели, региону Пијемонт.
Према процени из 2011. у насељу је живело 28 становника. Насеље се налази на надморској висини од 794 м.